# Xã Hume, Quận Slope, Bắc Dakota
Xã Hume (tiếng Anh: Hume Township) là một xã thuộc quận Slope, tiểu bang Bắc Dakota, Hoa Kỳ. Năm 2010, dân số của xã này là 25 người.